# 二階堂美穂
二階堂 美穂（にかいどう みほ、1966年4月3日 - ）は、日本の女優。旧芸名に二階堂 ミホ。夫は映画監督のハル・ハートリー。福島県福島市出身。福島大学教育学部中退。

## 出演映画
- ウルトラQ ザ・ムービー 星の伝説（1990年）- マンションの住人、ワダツジン（ミラーメタル）役
- トパーズ （1992年）
- バイブONANIE ブルセラ篇（1993年）
- 本番熟女 こすり合い - 別題：艶熟女 悶え肌（1993年）
- 熟女・濡れごろ（1993年）
- 喪服妻 浅く深く（1994年）
- 熟女スワップ 獣のように（1994年）
- FLIRT/フラート（1995年）
- Henry Fool（1997年）
- Rendezvous in Samarkand（1999年）
- Side Streets （1998年）
- ブック・オブ・ライフ（1998年）
- Kimono （2000年）
- The Cloud of the Unknowing（2002年）
- Chain（2004年）
- Fay Grim（2006年）
- はなしかわって (2014年1月14日公開、ハル・ハートリー監督)  - Miho 役